# Болевой шок
Болево́й шок — шок, обусловленный сильным болевым раздражением[страница не указана 1391 день]. Больше всего от него страдают нервная, сердечно-сосудистая и дыхательная система у человека.

## Разновидности болевого шока
По этиопатогенетическим признакам (причинам возникновения) в клинической практике болевой шок разделяют в первую очередь на[страница не указана 1391 день]:
- экзогенный — возникший вследствие повреждающих факторов окружающей среды — механическая травма (перелом, порез, вывих и т. п.), ожог, поражение электрическим током и т. п.;
- эндогенный — результат избыточной афферентной интерорецептной импульсации (боли внутренних органов) при заболеваниях внутренних органов — абдоминальный, кардиогенный, нефрогенный шок.

Разновидности эндогенного болевого шока:
- Абдоминальный шок — болевой шок, вызванный какими-либо острыми патологическими процессами в органах брюшной полости (прободение язвы желудка, печёночной колики, острая непроходимость кишечника и т. п.)[1][страница не указана 1391 день].

- Нефрогенный шок — болевой шок, возникающий при почечной колике[1][страница не указана 1391 день].